# Capannaguzzo
Capannaguzzo is een plaats (frazione) in de Italiaanse gemeente Cesena.